# ベルベリン
ベルベリン（berberine）とはキハダ（ミカン科）やオウレン（キンポウゲ科）などの植物に含まれるベンジルイソキノリンアルカロイドの1種。ベルベリンという名前は、メギ科メギ属の属名（Berberis）に由来する。
対アニオンの種類の違いにより、塩化ベルベリン、硫酸ベルベリン、タンニン酸ベルベリンなどが知られる。いずれも抗菌・抗炎症・中枢抑制・血圧降下などの作用があり、止瀉薬として下痢の症状に処方されるほか、目薬にも配合される。タンニン酸ベルベリンを除いて強い苦味がある。
腸管出血性大腸菌O157などの出血性大腸炎、細菌性下痢症では、症状の悪化や治療期間の延長をきたすおそれがあるため原則として禁忌である。
ベルベリンの抗炎症作用はNF-κB遺伝子の不活性化等に基づくとされる。動物実験では、糖尿病性腎症の発症・進展抑制効果が示唆された。

## ベルベリン含有植物
- オウレン（黄連）- 根茎はベルベリンを含み、生薬に用いられる。
- オウバク（黄柏）
- オレゴングレープ - 根にベルベリンを含み、ハーブとして用いられる。
- ヒドラスチス
- ヒイラギナンテンモドキ

なお、オウゴン（黄芩）の主成分はバイカリンであり、ベルベリンではない。また、ダイオウ (大黄)も異なる。

## ベルベリン含有漢方薬
- 黄連湯
- 黄連解毒湯
- 三黄瀉心湯
- 温清飲